# Davis Guggenheim
Philip Davis Guggenheim (ur. 3 listopada 1963 w Saint Louis) – amerykański reżyser, scenarzysta i producent filmowy.

## Życiorys
W 1986 ukończył Brown University.
Brał udział w produkcjach m.in. Ich pięcioro (Party of Five), Dzień próby (Training Day), Świat gliniarzy (The Shield), Agentka o stu twarzach (Alias), 24 godziny (24), Nowojorscy gliniarze (NYPD Blue), Ostry dyżur (ER) i Deadwood. Kierował odcinkiem pilotażowym serialu Jednostka (The Unit).
Wyreżyserował i wyprodukował dokumentalny film Niewygodna prawda (An Inconvenient Truth), za którego zdobył Oscara za najlepszy dokument. W 2008 nakręcił film dokumentalny Będzie głośno (It Might Get Loud), który opowiada historię życia trzech gitarzystów, a w rolach głównych Jimmy Page, The Edge i Jack White.

### Życie prywatne
Jego żoną od sierpnia 1994 jest aktorka Elisabeth Shue. Mają troje dzieci: Miles William (ur. 11 listopada 1997), Stella Street (ur. 19 marca 2001) i Agnes Charles (ur. 18 czerwca 2006).

## Filmografia

### Filmy
- Nie mów mamie, że niania nie żyje (Don't Tell Mom the Babysitter's Dead, 1991) asystent producenta
- Breaking and Entering (1992) reżyseria
- Płeć przeciwna... i jak z nią żyć (The Opposite Sex and How to Live with Them, 1992) koproducent, aktor
- The Art of Norton Simon (1999) reżyseria
- Plotka (Gossip, 2000) reżyseria
- Teach (2001) reżyseria, produkcja, zdjęcia
- The First Year (2001) reżyseria, produkcja, zdjęcia
- Dzień próby (Training Day, 2001) producent wykonawczy
- Wanted (2005) reżyseria
- Niewygodna prawda (An Inconvenient Truth, 2006) reżyseria, producent wykonawczy, zdjęcia, operator kamery
- Realizacja "Niewygodnej prawdy" (The Making of 'An Inconvenient Truth', 2006) produkcja
- Gracie (2007) reżyseria, scenariusz, produkcja
- The Tower (2008) reżyseria, producent wykonawczy
- A Mother's Promise: Barack Obama Bio Film (2008) reżyseria
- Carissa (2008) producent wykonawczy
- Będzie głośno (It Might Get Loud, 2008) reżyseria, produkcja
- Waiting for Superman (2010) reżyseria, scenariusz
- From the Sky Down (2011) reżyseria, produkcja
- The Road We've Traveled (2012) reżyseria
- Widow Detective (2012) reżyseria

### Seriale
- Ich pięcioro (Party of Five, 1994) reżyseria
- Charlie Grace (1995) reżyseria (1 odcinek)
- Sisters (1995-1996) reżyseria (2 odcinki)
- Nowojorscy gliniarze (NYPD Blue, 1995-1996) reżyseria (3 odcinki)
- Miłość czy kochanie (Relativity, 1996) reżyseria (1 odcinek)
- Ostry dyżur (ER, 1996) reżyseria (1 odcinek)
- C-16: FBI (1997) reżyseria (1 odcinek)
- Przybysz (The Visitor, 1997) reżyseria (1 odcinek)
- 24 godziny (24, 2002) reżyseria (2 odcinki)
- Agentka o stu twarzach (Alias, 2002) reżyseria (1 odcinek)
- Push, Nevada (2002) reżyseria (1 odcinek)
- Świat gliniarzy (The Shield, 2003) reżyseria (1 odcinek)
- Deadwood (2004) reżyseria (4 odcinki), produkcja (12 odcinków)
- Wzór (Numb3rs, 2005) reżyseria (1 odcinek)
- Poszukiwani (Wanted, 2005) reżyseria (1 odcinek)
- Jednostka (The Unit, 2006) reżyseria (2 odcinki)
- 1300 gramów (3 lbs., 2006) reżyseria (1 odcinek), producent wykonawczy (1 odcinek)
- Melrose Place (2009) reżyseria (1 odcinek), producent wykonawczy (1 odcinek)
- Obrońcy (Defenders, 2010) reżyseria, produkcja

## Nagrody i wyróżnienia[2][3]
Amerykańska Gildia Reżyserów Filmowych
- W 2011 otrzymał nominację DGA za najlepsze osiągnięcie reżyserskie w filmie dokumentalnym (Waiting for Superman)

Broadcast Film Critics Association Award
- W 2011 został laureatem nagrody głównej z najlepszy film dokumentalny (Waiting for Superman)

Czarne Szpule
- W 2002 został laureatem Czarnej Szpuli za najlepszy film (Dzień próby)
- W 2011 został laureatem Czarnej Szpuli za najlepszy film dokumentalny (Waiting for Superman)

DoubleTake Documentary Film Festival
- W 2002 otrzymał Nagrodę Jury (The First Year)

Dwa Brzegi
- W 2009 otrzymał Nagrodę Publiczności (Będzie głośno)

Nagrody Gotham
- W 2006 otrzymał nominację za najlepszy dokument (Niewygodna prawda)
- W 2011 otrzymał Nagrodę Publiczności za najlepszy film (Waiting for Superman)

Humanitas Prize
- W 2006 otrzymał Główną Nagrodę w kategorii Dokument (Niewygodna prawda)

Los Angeles Film Critics Association
- W 2006 otrzymał Główną Nagrodę w kategorii Najlepszy Dokument (Niewygodna prawda)

Oscar
- W 2007 podczas 79. ceremonii wręczenia Oscarów został laureatem Oscara w kategorii najlepszy pełnometrażowy film dokumentalny (Niewygodna prawda)

MFF w Rzymie
- W 2011 otrzymał nominację w Sekcji 'Extra' (From the Sky Down)

San Diego Film Festival
- W 2010 otrzymał Nagrodę Publiczności za najlepszy film dokumentalny (Waiting for Superman)
- W 2010 otrzymał Główną Nagrodę z najlepszy film dokumentalny (Waiting for Superman)

MFF w San Francisco
- W 2001 został laureatem nagrody Certificate of Merit w kategorii Film & Video – Society & Culture U.S. (The First Year)

MFF w São Paulo
- W 2006 został laureatem nagrody Audience Award w kategorii Najlepszy Dokument (Niewygodna prawda)

Sundance Film Festival
- W 2010 został laureatem Nagrody Publiczności w kategorii Najlepszy amerykański film dokumentalny (Waiting for Superman)
- W 2010 otrzymał nominację do Głównej Nagrody Jury w kategorii Udział w konkursie na najlepszy film dokumentalny (Waiting for Superman)